# Torsten Almsenius
Bror Gustaf Torsten Almsenius, ursprungligen Andersson, född 22 april 1911 i Göteborgs Oskar Fredriks församling, död 19 juli 2001 i Tynnered, var en svensk landslagsspelare i handboll.
Han är gravsatt i minneslunden på Västra kyrkogården i Göteborg.

## Klubbkarriär
Torsten Almsenius spelade som anfallsspelare för Redbergslids IK. Ett citat ur Nordisk Familjeboks Sportlexikon ur artikel om Redbergslid:  "SM i handboll hemfördes 1933 och 34 och Allsvenska serien 1935, 36 och 39. Bland spelarna märkas: forwards Torsten Andersson,...…" Torsten Almsenius blev svensk mästare med klubben 1933 och 1934. I finalen 1934 den 27 mars i Göteborg gjorde han 4 mål för RIK som vann med 15–9 över Sollefteå. Med klubben vann han allsvenska serien 1935 då han deltog i samtliga 5 matcher, 1936 då han spelade samtliga 14 matcher och han spelade 13 av 14 matcher 1939. Statistik från 1947 års handbollsbok ger att han spelat 105 matcher i allsvenskan. När "Kåge" Thoren tog ut sitt bästa lag i handbollsboken 1947 placerade han Torsten Andersson som centerhalv, dvs motsvarande mittnia idag. Boken om Handbolls artikel om Redbergslid utnämner Torsten Almsenius till en av Redbergslids skickligaste spelare. 20 landskamper var 1940 mycket. Torsten Andersson låg i toppen av landslagsstatistiken.

## Landslagskarriär
Torsten Almsenius debuterade i Sveriges första handbollslandskamp den 31 augusti 1934 i Stockholm, i en utelandskamp mot Tyskland som Sverige förlorade med 7–18. Han spelade sedan sammanlagt 20 A-landskamper och gjorde 5 mål i landslaget. Han var dessutom med i en presslandskamp. Största meriten från landslaget är ett VM-brons från inomhus-VM 1938. Torsten Almsenius deltog också i VM utomhus 1938 där Sverige belade fjärdeplatsen. 13 av hans landskamper var utomhus vilket speglar den relativt stora betydelse utomhusspelet hade under handbollens första år. Utomhus gjorde Torsten Almsenius inget mål i landslaget. Som centerhalv i ett elvamannalag utomhus hade han ingen offensiv roll. Inomhus gjorde han 5 mål på 7 landskamper. Han var ingen målspruta direkt. Sista landskampen mot Danmark spelade han den 5 oktober 1941 utomhus i Köpenhamn mot Danmark, vilket blev en svensk förlust 9–14. Presslandskampen spelade han den 6 april 1942 hemma i Göteborg.

## Meriter
- 2 SM-guld med Redbergslids IK 1933 och 1934.
- 3 Allsvenska seriesegrar med Redberglids IK 1935, 1936 och 1939.
- 1 VM-brons 1938 med Sveriges herrlandslag i handboll.